# 2015年美國電影學會獎
2015年美國電影學會獎（英語：American Film Institute Awards 2015）為表彰2015年年度最佳前10大電影與電視劇。
2016年1月8日，獲獎劇組將被邀請參加私人午宴。

## 10大電影
- 《大賣空》
- 《間諜橋》
- 《因為愛你》
- 《腦筋急轉彎》
- 《瘋狂麥斯：憤怒道》
- 《絕地救援》
- 《不存在的房間》
- 《驚爆焦點》
- 《STAR WARS：原力覺醒》
- 《衝出康普頓》

## 10大影集
- 《美國諜夢》
- 《絕命律師》
- 《黑人當道》
- 《嘻哈帝國》
- 《冰血暴》
- 《權力的遊戲》
- 《國土安全》
- 《不才專家（英语：Master of None）》
- 《駭客軍團》
- 《虛幻》

## AFI特別獎
- 《廣告狂人》

美國電影學會認為該劇對美國文化遺產也所貢獻故頒此獎，同時該劇已獲美國電影學會列名多達7次。

## 外部連結
- 官方网站（英文）
- 得獎名單（页面存档备份，存于）（英文）
- AFI電影節官方網站（页面存档备份，存于）（英文）